# Stylaster rosaceus
Stylaster rosaceus is een hydroïdpoliep uit de familie Stylasteridae. De poliep komt uit het geslacht Stylaster. Stylaster rosaceus werd in 1886 voor het eerst wetenschappelijk beschreven door Greeff. 